# Arcidiocesi di Vitória

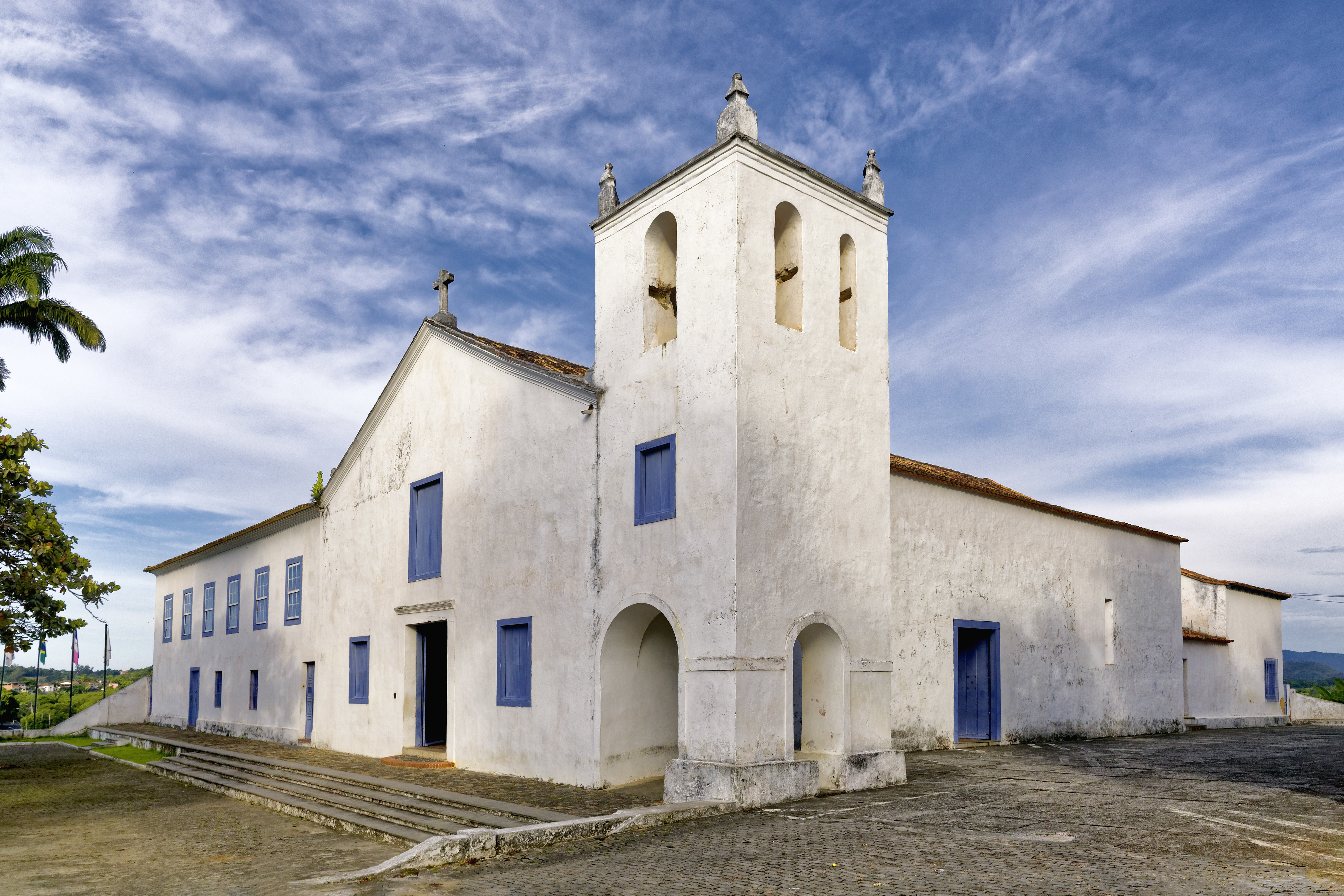
Il santuario nazionale di San Giuseppe di Anchieta.

L'arcidiocesi di Vitória (in latino Archidioecesis Victoriensis Spiritus Sancti) è una sede metropolitana della Chiesa cattolica in Brasile. Nel 2022 contava 930.000 battezzati su 2.234.000 abitanti. È retta dall'arcivescovo Ângelo Ademir Mezzari, R.C.I.

## Territorio
L'arcidiocesi comprende 15 comuni dello stato brasiliano di Espírito Santo: Vitória, Afonso Cláudio, Alfredo Chaves, Anchieta, Brejetuba, Cariacica, Domingos Martins, Fundão, Guarapari, Marechal Floriano, Santa Leopoldina, Santa Maria de Jetibá, Serra, Viana e Vila Velha.
Sede arcivescovile è la città di Vitória, dove si trova la cattedrale di Nostra Signora della Vittoria. Nella stessa città sorge la basilica minore di Sant'Antonio, mentre ad Anchieta si trova il santuario nazionale di San Giuseppe (Santuário Nacional do São José de Anchieta).
Il territorio si estende su 7.613 km² ed è suddiviso in 90 parrocchie.

### Provincia ecclesiastica
La provincia ecclesiastica di Vitória, istituita nel 1958, comprende 3 suffraganee:
- diocesi di Cachoeiro de Itapemirim,
- diocesi di Colatina,
- diocesi di São Mateus.

## Storia
La diocesi di Espírito Santo fu eretta il 15 novembre 1895 con la bolla Sanctissimo Domino Nostro di papa Leone XIII, ricavandone il territorio dalla diocesi di Niterói (oggi arcidiocesi). Originariamente era suffraganea dell'arcidiocesi di Rio de Janeiro.
Il 28 ottobre 1952 con la bolla Quantae et semper di papa Pio XII fu istituito il capitolo dei canonici della cattedrale.
Il 16 febbraio 1958 ha ceduto porzioni del suo territorio a vantaggio dell'erezione delle diocesi di Cachoeiro de Itapemirim e di São Mateus. Contestualmente in forza della bolla Cum territorium dello stesso papa Pio XII è stata elevata al rango di arcidiocesi metropolitana e ha assunto il nome attuale.
Il 23 aprile 1990 ha ceduto un'altra porzione di territorio a vantaggio dell'erezione della diocesi di Colatina.

## Cronotassi dei vescovi
Si omettono i periodi di sede vacante non superiori ai 2 anni o non storicamente accertati.
- João Batista Corrêa Nery (Neri) † (29 agosto 1896 - 18 maggio 1901 nominato vescovo di Pouso Alegre)
- Fernando de Souza Monteiro, C.M. † (21 agosto 1901 - 23 marzo 1916 deceduto)
- Benedito Paulo Alves de Souza † (28 gennaio 1918 - 28 luglio 1933 dimesso[3])
- Luiz Scortegagna † (28 luglio 1933 succeduto - 1º dicembre 1951 deceduto)
- José Joaquim Gonçalves † (15 dicembre 1951 - 14 marzo 1957 nominato vescovo ausiliare di Rio Preto[4])
- João Batista da Mota e Albuquerque † (29 aprile 1957 - 27 aprile 1984 deceduto)
- Silvestre Luís Scandián, S.V.D. † (27 aprile 1984 succeduto - 14 aprile 2004 dimesso)
- Luiz Mancilha Vilela, SS.CC. † (14 aprile 2004 succeduto - 7 novembre 2018 ritirato)
- Dario Campos, O.F.M. (7 novembre 2018 - 30 dicembre 2024 ritirato)
- Ângelo Ademir Mezzari, R.C.I., dal 30 dicembre 2024

## Statistiche
L'arcidiocesi nel 2022 su una popolazione di 2.234.000 persone contava 930.000 battezzati, corrispondenti al 41,6% del totale.
| anno | popolazione | popolazione | popolazione | presbiteri | presbiteri | presbiteri | presbiteri                | diaconi | religiosi | religiosi | parrocchie |
| anno | battezzati  | totale      | %           | numero     | secolari   | regolari   | battezzati per presbitero | diaconi | uomini    | donne     | parrocchie |
| ---- | ----------- | ----------- | ----------- | ---------- | ---------- | ---------- | ------------------------- | ------- | --------- | --------- | ---------- |
| 1950 | 730.000     | ?           | ?           | 74         | 35         | 39         | 9.864                     |         | 19        | 43        | 39         |
| 1963 | 550.000     | 628.710     | 87,5        | 75         | 38         | 37         | 7.333                     |         | 78        | 236       | 37         |
| 1971 | ?           | 771.106     | ?           | 97         | 34         | 63         | ?                         |         | 97        | 237       | 48         |
| 1980 | 909.000     | 1.074.000   | 84,6        | 25         | 25         |            | 36.360                    |         | 22        | 179       | 43         |
| 1990 | 1.536.054   | 1.736.054   | 88,5        | 80         | 39         | 41         | 19.200                    |         | 94        | 140       | 53         |
| 1999 | 939.000     | 1.342.000   | 70,0        | 75         | 37         | 38         | 12.520                    |         | 54        | 226       | 38         |
| 2000 | 903.773     | 1.505.126   | 60,0        | 81         | 44         | 37         | 11.157                    |         | 52        | 168       | 44         |
| 2001 | 1.053.500   | 1.505.126   | 70,0        | 68         | 38         | 30         | 15.492                    |         | 34        | 168       | 45         |
| 2002 | 1.162.055   | 1.719.269   | 67,6        | 83         | 38         | 45         | 14.000                    |         | 50        | 187       | 42         |
| 2003 | 1.162.055   | 1.719.269   | 67,6        | 85         | 40         | 45         | 13.671                    |         | 50        | 187       | 46         |
| 2004 | 1.868.722   | 2.983.150   | 62,6        | 92         | 43         | 49         | 20.312                    |         | 54        | 187       | 51         |
| 2010 | 2.010.000   | 3.210.000   | 62,6        | 138        | 65         | 73         | 14.565                    |         | 97        | 167       | 64         |
| 2014 | 1.032.000   | 1.877.000   | 55,0        | 138        | 73         | 65         | 7.478                     | 37      | 92        | 133       | 68         |
| 2017 | 1.058.000   | 1.924.500   | 55,0        | 133        | 81         | 52         | 7.954                     | 44      | 70        | 68        | 82         |
| 2020 | 913.980     | 2.193.000   | 41,7        | 165        | 89         | 76         | 5.539                     | 67      | 108       | 173       | 90         |
| 2022 | 930.000     | 2.234.000   | 41,6        | 157        | 102        | 55         | 5.923                     | 66      | 92        | 171       | 90         |